# 泊帝
泊帝（とまりてい、1980年7月31日 - ）は、日本の俳優。徳島県出身。身長172cm。2児の父。

## 出演

### 映画
- 伝染歌（2007年、原田眞人監督）
- カクトウ便（2006年、石井哲也・林大造監督）
- ララピポ（2007年、宮野雅之監督）
- TSUKIJI流（2008年、小澤雅人監督）
- 名前のない女たち（2010年、佐藤寿保監督）
- 青いソラ白い雲（2012年、金子修介監督）
- はなればなれに（2012年、下手大輔監督）
- 百年の時計（2012年、金子修介監督）※ナレーション兼
- 百日のセツナ（2012年、いまおかしんじ監督）
- who is that man（2013年、沖島勲監督）
- 朝日のあたる家（2013年、太田隆文監督）
- 華魂（2013年、佐藤寿保監督）
- 古本屋SOS（2014年、櫻井啓介監督）
- 向日葵の丘・1983年夏（2015年、太田隆文監督）
- 新しき民（2015年、山崎樹一郎監督）
- 断食芸人（2015年、足立正生監督）
- 闇金ウシジマくん the final（2016年、山口雅俊監督）
- サラバ静寂（2018年、宇賀那健一監督）
- 息衝く（2018年、木村文洋監督）
- めぐる（2019年、モンティンダン監督）
- STAY（2019年、ダリルワートンリグビー監督）
- おっさんずぶるーす「たそがれのあとに」（2020年、西村大樹監督）
- 天間荘の三姉妹(2021年、北村龍平監督）

### テレビドラマ
- 死ぬんじゃない（2007年・CX、金曜プレステージ）
- 252 生存者ありエピソード0（2008年・NTV）
- Fallen Angel（2012年・BS朝日）
- 鍵のかかった部屋（2012年・CX）
- 西村京太郎トラベルミステリー58 山形新幹線殺人ルート（2013年・EX）
- VISION-殺しが見える女-（2012年・YTV）
- リッチマンプアウーマン（2012年・CX）
- おトメさん（2013年・EX）
- ダブルス〜二人の刑事（2013年・EX）レギュラー
- 零戦〜搭乗員たちが見つめた太平洋戦争（2013年・NHKBSプレミアム）
- 拝啓 色川先生（2014年・NHKBSプレミアム）
- ドキュメンタリードラマ 戦後ゼロ年（2015年・NHKBSプレミアム）
- 相棒（2015年・EX）
- 青春探偵ハルヤ（2015年・YTV）
- チェイス 第1章（2017年・Amazon prime）
- BS笑点ドラマスペシャル「五代目 三遊亭圓楽」（2019年・BS日テレ）
- TOKYO VICE 第7話（2022年5月、HBO Max・WOWOW） - ナイトウ 役
- 龍が如く～Beyond the Game～（2024年・Amazon prime） -予想屋 役
- 愛のあとにくるもの（2024年・Amazon prime）-ゲームセンター店員 役

### 舞台
- 日本の問題（演出：松枝佳紀）
- 龍とオイル（演出：八鍬健之介）
- 約束〜真説3億円事件（演出：工藤俊作）

など多数

### DVD
- 修羅の荒野（監督：市川徹、2008年）
- デッドプリズン（監督：竹洞哲也、2012年）
- 愛の一滴（監督：松村亜秀、2012年）
- 隣の芝は（監督：城定秀夫、2014年）
- 裏麻雀美神列伝（監督：越坂康史、2014年）
- 年上ノ彼女（監督：吉村典久、2014年）
- 日本統一24（2017年） - ローンズ一本堂
- 我王伝（監督：土持幸三、2018年）

### CM
- mixi モンスターストライク「チーム」篇（2016年）
- カカクコム 求人ボックス（2022年）
- 不二家 ハートチョコレート （2023年）
- 三菱地所 丸の内ラグビー熱2023（2023年）
- SBI証券「ゼロ革命」篇（2023年）
- 尼崎信用金庫「スクラム」篇（2023年）
- 東邦銀行 東邦オートローン「キャンペーン金利1.6％」、「UFO」篇、東邦住宅ローン「UFO」篇（2024年）
- 東京新宿法律事務所（2024年）
- サードウェーブ raytrek「ゴルフ長短」、「ゴルフ遅い」篇（2024年）
- 東急バス株式会社「ママ運転士」篇（2024年）
- チューリッヒ自動車保険「すぐ解決」、「そんなに気合を入れなくても」篇
- JR東日本 チケットレスサービス「自由席乗るならタッチでGo！新幹線阿佐ヶ谷姉妹」篇（2024年）
- NTTソルマーレ株式会社「コミックシーモア みんなのシーモア エピソードSPECIAL『年上の後輩』」篇（2024年）
- 日清食品 日清本麺「もう中学生」篇（2024年）
- セブン＆アイ・ホールディングス 7iD  岡崎紗絵とセブンマイル「毎日の買い物」、「クーポン」、「商品に換える」篇（2024年）
- 三井住友カード「セブンでジュッパー男性」篇（2024年）

### その他
- ファミリーヒストリー（2019年・NHK）
- Ｇo株式会社（2022年）
- サントリー（2022年）
- オリゾ パーパスムービー「STREAM」（2023年）
- あの時告白していればどうなった？！（2023年）
- イオン株式会社（2024年）
- ABEMAチャンスの時間（2024年）
- 岩谷産業株式会社（2024年）